# نوريو تاكوشي
نوريو تاكوشي هو سياسي ياباني، ولد في 8 سبتمبر 1958 في اليابان. حزبياً، نشط في الحزب الديمقراطي الياباني. في الانتخابات العامة اليابانية 2017، انتخب عضو مجلس النواب من اليابان عن دائرة Shikoku proportional representation block ‏ وقد انضم خلال فترته النيابية ‏ (22 أكتوبر 2017 – ) للكتلة البرلمانية Constitutional Democratic Party of Japan (2017) ‏ وانتخب عضو مجلس المستشارين ( – 28 يوليو 2013).

## وصلات خارجية
- الموقع الرسمي